# Csillagflotta

A Csillagflotta stilizált, delta formájú jele

A Csillagflotta a kitalált Bolygók Egyesült Föderációjának felfedező, tudományos, diplomáciai és védelmi szervezete a Star Trek című amerikai filmsorozatban, mozifilmekben, és minden más Star Trek vonatkozású történetben.

## Történelme
2161-ben a Bolygók Egyesült Föderációjával együtt alapították, azzal a céllal, hogy "eljusson oda, ahol még senki sem járt". A földi Csillagflotta ugyanakkor már 15 éve létezett, ezért megkülönböztetésül a föderációs flottát szokás Egyesült Csillagflottának is hívni, utalva arra, hogy már sok faj tagjaiból áll. A Csillagflotta hierarchikusan felépített katonai jellegű szervezet, a haditengerészet szervezeti felépítését, rendfokozatait vette át, annak tradícióival és szokásaival együtt.
Egyszerre kb. 100 csillagbázis, 4000 csillaghajó, 10 000 űrkomp és 400 000 flottatiszt szolgál a szervezetben. Ha szükséges diplomatákat, nagyköveteket illetve delegációkat szállít bolygók, csillagbázisok között, de védelmezi a Föderáció "területét" is. Nagyobb csatákat vívott a klingonokkal, romulánokkal, kardassziaiakkal, a Borggal és a Domíniummal.
A flotta működését irányelvek szabályozzák, a legfontosabb, az Elsődleges Irányelv kiköti, hogy náluk kevésbé fejlett (térhajtóművel nem rendelkező) civilizáció életébe tilos beavatkozni. A történetekben az irányelv azonban több esetben is megsértésre került, sőt volt olyan eredeti Star Trek-képregény, ahol egy másik űrutazó faj szembesíti Kirkéket azzal, hogy az Elsődleges Irányelv bizonyos esetekben kifejezetten káros (hozzátéve, hogy a képregények nem a hivatalos idővonal részei).

## Irányelvei
A Bolygók Egyesült Föderációjának legfontosabb elveit, működési szabályait a Föderációs Irányelvek összesítik. Ezeket a Csillagflotta valamennyi tisztjének kötelező betartani és betartatni. A szabályok jelentős része a Föderáció valamennyi polgárára is vonatkozik.
- Az Elsődleges Irányelv: Tilos a Csillagflotta bármely űrhajójának és tagjának bármely kultúra vagy társadalom normális fejlődésébe beavatkoznia. Ez az irányelv fontosabb mint a Csillagflotta bármely hajójának vagy tagjának védelme. Veszteségek tolerálhatók, ameddig ezen irányelv betartáshoz szükségesek.
- 2. irányelv: Semmilyen körülmények között (még saját legénységének védelmében) sincs joga a csillagflotta tisztjének ártani vagy kárt okozni egy intelligens életformának, kivéve ha ez szükséges az Elsődleges Irányelv érvényre juttatásához.
- 3. irányelv: Egy tisztnek meg kell tennie mindent egy intelligens életforma védelme érdekében, még ha ő és a legénysége veszélybe is kerül emiatt. Olyan aktív vagy passzív magatartás, amelyik kárt okoz egy intelligens életformának egyenlő a 2. irányelv megsértésével.
- 4. irányelv: Egy tisztnek kötelessége végrehajtani felettese minden parancsát, kivéve ha az sérti az 1., 2. vagy 3. irányelvet.
- 5. irányelv: Egy tisztnek kötelessége minden tőle telhetőt megtenni a Föderáció, annak tagjai, képviselői és a Csillagflotta biztonsága érdekében, kivéve ha az sértené az 1., 2., 3. vagy 4. irányelvet.
- 6. irányelv: Ha egy hajó teljes legénysége halott vagy a legénység 24 órája cselekvésképtelen, a hajót meg kell semmisíteni más életformák vagy hajók védelme érdekében.
- 7. irányelv: A Föderáció egyetlen hajójának sem szabad semmilyen körülmények között (akármi is legyen az) Talos IV-re látogatnia. Ezen irányelv megsértéséért halálbüntetés jár. Figyelem: ez az irányelv 2297-ben megszűnt!
- 8. irányelv: Nem engedélyezett a Romulán Csillagbirodalom területére lépni, kivéve az 1-5. irányelvek védelme érdekében.
- 9. irányelv: A Föderáció egyetlen hajója sem látogathat meg olyan bolygót vagy naprendszert, amelyet a Bolygók Egyesült Föderációja karantén alá helyezett, kivéve ha az 1-5. irányelv védelme érdekében cselekszik.
- 10. irányelv: A Csillagflotta tisztjének a Bolygók Egyesült Föderációja törvényei szerint kell cselekednie. Üldöznie és büntetnie kell mindazokat, akik megsértik ezen törvényeket.
- 11. irányelv: A Csillagflotta tisztjének tisztelnie kell a Bolygók Egyesült Föderációjának minden szerződését. Meg kell adnia minden segítséget, amely szükséges a szerződő csoport számára.
- 12. irányelv: Egy olyan hajó közeledése esetén, amelyikkel nem létesíthető kapcsolat, a föderációs hajó parancsnokát értesíteni kell.
- 13. irányelv: Egyetlen tisztnek sincs joga informálni vagy segíteni az Egyesült Bolygók Föderációja ellenségeit vagy azokat, akik veszélyesek a Föderáció biztonságára nézve.
- 14. irányelv: Egy tisztnek sem szabad udvariatlanul, támadóan vagy zaklatóan viselkednie más életformákkal szemben.
- 15. irányelv: Egyetlen tiszt sem sugározhatja át magát veszélyes helyre fegyveres kíséret nélkül.
- 16. irányelv: Ha egy tiszt megsérti a Föderáció törvényeit vagy a Csillagflotta irányelveit, legalább három parancsnoki rangú tisztnek joga van ítéletet hozni felette.
- 17. irányelv: Ha a Szolgálatos parancsnok nincs jelen, inkompetens vagy halott, akkor a másodtisztnek kell átvennie a hajó felett a parancsnokságot.
- 18. irányelv: Egyetlen tiszt sem uszíthat vagy szíthat lázadást felettese ellen.
- 19. irányelv: Egy tiszt felmenthető a szolgálat alól, az orvos és legalább két parancsnoki rangú tiszt által, ha rossz egészségi vagy pszichikai állapotban van.
- 20. irányelv: Egy föderációs hajónak meg kell adnia minden szükséges segítséget a Bolygók Egyesült Föderációja regisztrált magán- vagy kereskedelmi hajóinak. Megengedett támadó akció vagy fegyelmi eljárás olyan hajók ellen, amelyek Föderációs törvényeket sértenek.
- 21. irányelv: Nem megengedett egy föderációs csillaghajónak illegális anyag vagy rakomány, regisztrálatlan fegyverek vagy veszélyes életformák szállítása. Egy ilyen hajó átkutatható a Föderáció másik hajója által, ha feltételezhető a csempészet.
- 22. irányelv: Ha olyan bolygóval létesült kapcsolat, amelyik nem halad a fejlődésben, vagy egy másik faj ostroma alatt van, akkor egy tiszt változtathat a bolygó társadalmi szerkezetén azzal a céllal, hogy a technikai fejlődés útjára térítse.
- 23. irányelv: Egy intelligens életforma megsemmisítése csak akkor engedélyezett, ha a Föderáció Elsődleges Irányelvének megsértését kell megakadályozni.
- 24. irányelv: Egy bolygón található élet teljes megsemmisítése csak akkor engedélyezett, ha a bolygó lakói nagyon nagy mértékben megsértik az Elsődleges Irányelvet. Egy ilyen cselekedetről csak egy kapitányi vagy annál magasabb rangú szolgálatos tiszt dönthet. Ez a tiszt teljességgel felelős ezen döntéséért.

Omega Direktíva: 2269-ben a Lantaru szektorban 127 föderációs tudós Bendes Ketteract professzor vezetésével egy szigorúan titkos kísérleten dolgozott, amelyet Omega-tervnek neveztek. A cél egy kifogyhatatlan energiaforrás létrehozása volt, amely véget vetne az összes többi energiaforrás használatának, innen az Omega név. A kísérletek során egyetlen Omega részecskében annyi energia volt, mint egy térhajtómű reaktorában. Ketteract és számos kozmológus szerint néhány Omega molekula a természetben is létezett egy rövid ideig az Ősrobbanás után. Ketteract szerint az Omega volt a robbanás fő energiaforrása. A tudósok sikeresen létrehoztak egy Omega molekulát, de az a másodperc tört része alatt destabilizálódott, és elpusztította az egész állomást a 127 tudóssal együtt. Váratlan másodlagos hatásként 3,2 fényéves körzetben a szubtéren szakadás következett be. A Csillagflotta vezetése felismerte, hogy nagyobb mennyiségű Omega molekula az egész Kvadránsban elpusztíthatja a szubteret, lehetetlenné téve a nagyobb távolságú utazásokat. Ezért a Csillagflotta titkosított minden adatot a kísérletről, és hatásáról és azt híresztelte, hogy a Lantaru-szektorbeli szubtérszakadás természetes képződmény. 2270-ben a Csillagflotta létrehozta az Omega Direktívát, miszerint minden fellelt Omega molekulát meg kell semmisíteni, mert féltek attól, hogy ez a hatalmas erő rossz kezekbe kerülhet. Az Omega Direktíva felülírja az összes irányelvet. A direktíva szigorúan bizalmas információ, csak kapitányok és náluk magasabb rangú tisztek ismerhetik.

## Rangjelzések és egyenruhák
A Csillagflottában érvényes rangok szintén a korábbi haditengerészetek és katonai szervezetek rendfokozatai alapján lettek kialakítva kezdve a kadétoktól a flottaadmirálisig. Az uniformisok színe egy tiszt terület szerinti beosztását jelzi, úgy mint parancsnoki, műveleti vagy tudományos tiszt, ez részben független a tiszt rangjától. A rangok jelzései és az egyenruhák színe a különböző korokban az egyenruhák „divatjának” változásaival együtt váltakoztak, a rangokat gombok, sávok és különböző motívumok jelzik különböző helyeken és egyenruhákon, a beosztást jelző szín kezdetben az egész egyenruháé volt (sárga, kék és piros), aztán az egyen színűvé váló uniformisok (kék, piros, fekete, szürke) gallérjának vagy egyéb betétrészeinek színei utaltak az azt viselő tiszt beosztásra. Kapitányi rangtól felfelé azonban már minden egyenruha az adott korszak parancsnoki színeit viseli magán, függetlenül attól, hogy az adott tiszt mely beosztásban volt korábban (műszaki, tudományos, orvosi, taktikai stb.).
A flotta hierarchiája:
Admirálisok
- Flottaadmirális
- Admirális
- Altengernagy
- Ellentengernagy
- Sorhajókapitány

Tisztek
- Kapitány
- Parancsnok
- Parancsnokhelyettes
- Hadnagy
- Alhadnagy
- Zászlós
- Tizedes
- Közlegény

Kadétok
- Negyedéves kadét
- Harmadéves kadét
- Másodéves kadét
- Elsőéves kadét

## Szervezeti felépítése
- Csillagflotta Parancsnoksága: a Földön, San Franciscóban található. Innen egy szubtéri kommunikációs hálózaton keresztül végzik a flotta irányítást. A Domínium elleni háborúban a Breenek majdnem teljesen elpusztították az épületkomplexumot.
- Csillagflotta Akadémia: A flotta tisztikarának utánpótlását ellátó, 4 éves iskolai rendszerű képzést végrehajtó intézet.
- Csillagflotta Hírszerzése: Feladata a Föderáción kívül élő idegen létformákról mindenféle információ megszerzése, analizálása.
- Csillagflotta Biztonsági Részlege: Egy hajó, vagy állomás biztonságáért felelősek.
- Csillagflotta Taktikai Részlege: Új típusú fegyverek kifejlesztése az elsődleges feladatuk.
- Csillagflotta Kutató és Fejlesztő Részlege: Új típusú technológiák fejlesztése a fő feladatuk.
- Csillagflotta Orvosi Részlege: A tisztek orvosi ellátását biztosítják, de különböző területeken is végeznek kutatásokat.
- Csillagflotta Hadbírósága: A flotta, vagy az akadémia kötelékében elkövetett fegyelmi vétségeket kivizsgáló, tárgyaló és ítélő szervezet.

## Hajói
Az ismeretlen területre induló csillaghajók hosszú évekre kellett, hogy berendezkedjenek a felfedező útjaikra. Azonban az űr nemcsak csodálatos csillagködökkel, aszteroidamezőkkel és gázóriásokkal tarkított, hanem olyan idegen értelmes lényekkel is, akikről nem lehet előre tudni, hogy barátságosak-e. Éppen ezért a csillaghajókon nemcsak letapogatók és érzékelők vannak, hanem komoly fegyverrendszerek (fézerek, torpedók) és energiapajzsok is. 2250 körül a lézereket fézerekre cserélték.